# Saldatura subacquea
La saldatura subacquea è la realizzazione di lavori di saldatura in immersione in acque marittime, interne o corpi idrici artificiali. Costituisce una delle più importanti lavorazioni della subacquea industriale e la sua esecuzione, considerato il particolare ambiente operativo, richiede l'uso di speciali tecniche ed attrezzature

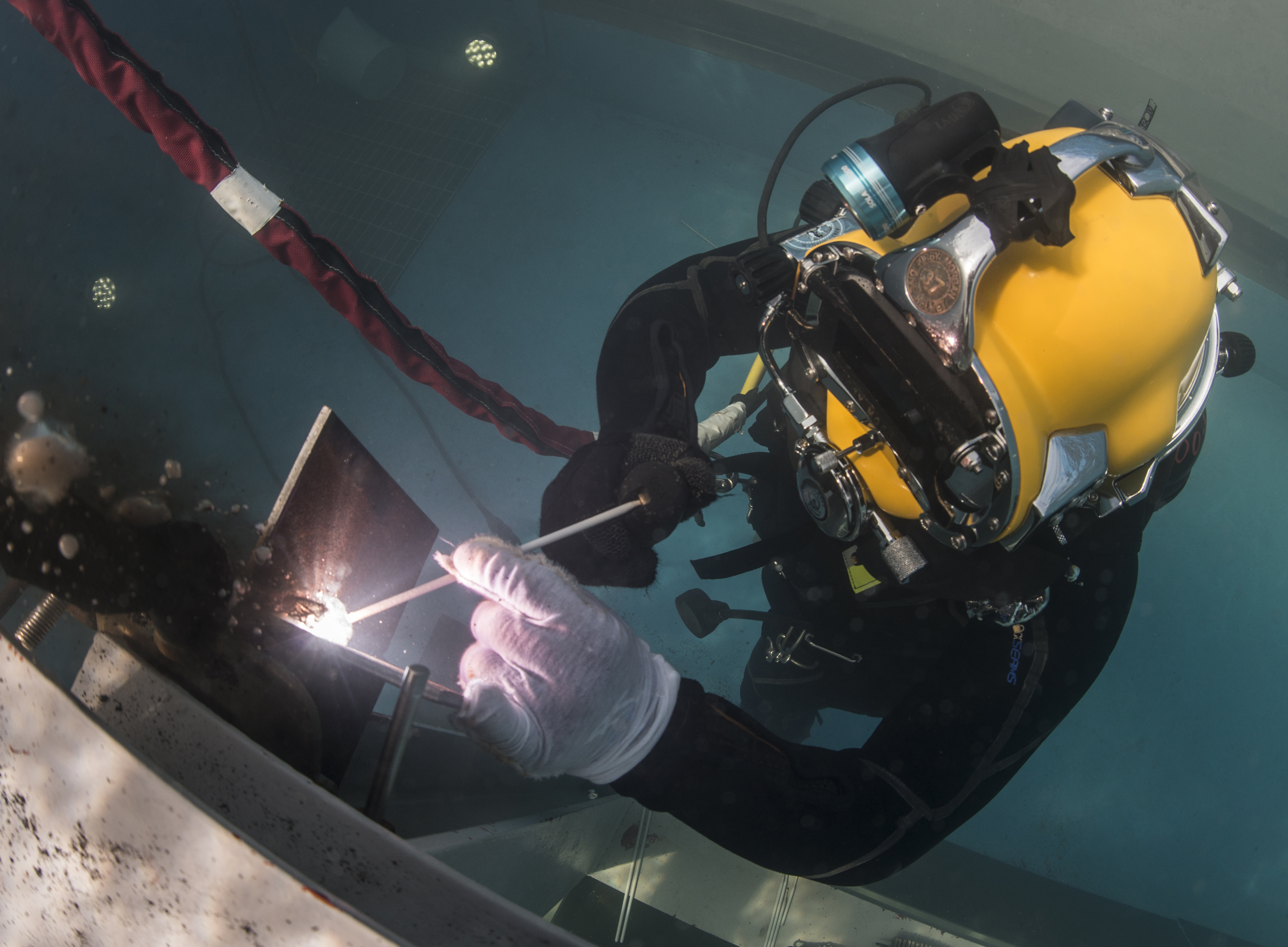
Un sommozzatore che esegue una saldatura subacquea

.

## Tipologie di saldatura subacquea

### Saldatura in acqua
La saldatura avviene direttamente nell'acqua (wet welding) mediante l'impiego, soprattutto, di attrezzature ad elettrodo rivestito (SMAW), alimentate da superficie mediante cavi e manichette. Rispetto all'ordinaria saldatura in superficie il problema della dissipazione del calore prodotto è minimizzato dalla capacità di assorbimento dell'acqua, ma gli elettrodi devono presentare capacità di alta resistenza e sono adottati speciali accorgimenti per limitare i rischi per l'operatore.

### Saldatura iperbarica a secco
L'operazione di saldatura viene realizzata applicando una "camera" di giunzione (welding habitat), da dove viene espulsa l'acqua, riempita con miscele gassose a base di elio. Si ricorre prevalentemente alla saldatura ad arco di tungsteno.

## Rischi
In aggiunta ai rischi tipici dell'immersione subacquea, la saldatura in acqua comporta un elevato rischio di elettrocuzione (cui si fa fronte con l'isolamento dell'attrezzatura e la chiusura del circuito di alimentazione solo nella fase strettamente operativa).

## Standard di riferimento
Per la qualificazione tecnica degli operatori addetti alla saldatura subacquea lo standard di riferimento internazionale è ISO 15618.